# Mandevilla apocynifolia
Mandevilla apocynifolia är en oleanderväxtart som först beskrevs av Asa Gray, och fick sitt nu gällande namn av R. E. Woodson. Mandevilla apocynifolia ingår i släktet Mandevilla och familjen oleanderväxter. Inga underarter finns listade i Catalogue of Life.